# Sybromimus obliquatus
Sybromimus obliquatus är en skalbaggsart som beskrevs av Stefan von Breuning 1940. Sybromimus obliquatus ingår i släktet Sybromimus och familjen långhorningar.
Artens utbredningsområde är Fiji. Inga underarter finns listade i Catalogue of Life.